# فيتشوغا
فيتشوغا (بالروسية: Вичуга) هي إحدى مدن روسيا في الكيان الفدرالي الروسي إيفانوفو أوبلاست.

## أعلام
- ألكسندر فاسيليفسكي